# Piotrowski-Gesetz
Piotrowski-Gesetz ist in der Allgemeinen Linguistik eine geläufige Bezeichnung für das Sprachwandelgesetz der Quantitativen Linguistik, benannt nach dem Sankt Petersburger Linguisten Rajmund G. Piotrowski (Marchuk 2003), der offenbar als erster zusammen mit A. A. Piotrowskaja eine mathematische Modellierung von Sprachwandelprozessen versuchte. Dieser Vorschlag wurde von Altmann (1983) u. a. kritisiert und weiterentwickelt. Das Piotrowski-Gesetz ist eine Anwendung der logistischen Funktion und macht eine Aussage darüber, welchen Verlauf Sprachwandel nehmen können; es gehört zu den zentralen Errungenschaften der Quantitativen Linguistik.

## Zur Form des Piotrowski-Gesetzes
Die Grundidee besteht in der Annahme, dass ein Sprachwandel irgendwo bei einer Einzelperson seinen Ausgang nimmt und – falls er von anderen übernommen wird – sich zunächst ganz allmählich ausbreitet. Je größer die Zahl der Personen ist, die sich der Neuerung anschließen, desto schneller erfolgt ihre Ausbreitung. Irgendwann wird ein Wendepunkt erreicht, von dem an die Ausbreitung in ihrer Geschwindigkeit nachlässt, bis sie schließlich zum Erliegen kommt. Das Muster für diesen Verlauf ist also: Langsamer Beginn – Beschleunigung – Wendepunkt – Abnehmen der Ausbreitungsgeschwindigkeit – Stillstand der Ausbreitung. In manchen Fällen wird durch die Ausbreitung einer sprachlichen Neuerung eine alte Form vollständig ersetzt (= vollständiger Sprachwandel); in anderen Fällen kann sich eine sprachlich neue Erscheinung nur bis zu einem gewissen Grad durchsetzen (= unvollständiger Sprachwandel).
- Form des Piotrowski-Gesetzes für den vollständigen Sprachwandel:

a und b sind die Parameter des Modells; t steht für die Zeit. Ein solcher Fall liegt vor bei der Ersetzung der Wortform darft (2. Person Singular Indikativ Präsens des Verbs dürfen) durch die heute gültige Form darfst in frühneuhochdeutscher Zeit, wobei für a ein Wert von etwa 5,69 und für b ein Wert von 0,717 angenommen wurde:
| Zeitraum  | t | -{t} | -{st} | Anteil -{st} beobachtet | Anteil -{st} berechnet |
| --------- | - | ---- | ----- | ----------------------- | ---------------------- |
| 1426–1447 | 1 | 7    | 3     | 0,3000                  | 0,2646                 |
| 1448–1469 | 2 | 10   | 8     | 0,4444                  | 0,4242                 |
| 1470–1491 | 3 | 35   | 40    | 0,5395                  | 0,6013                 |
| 1492–1513 | 4 | 19   | 47    | 0,7121                  | 0,7554                 |
| 1514–1535 | 5 | 11   | 120   | 0,9160                  | 0,8634                 |
| 1536–1557 | 6 | 0    | 105   | 1,0000                  | 0,9283                 |

Die Anpassung der Formel für den vollständigen Sprachwandel ergibt einen Determinationskoeffizienten von D = 0,96, wobei D als gut erachtet wird, wenn es größer/gleich 0,80 ist; er kann nicht größer als D = 1,00 werden. Die Ersetzung der älteren Form durch die neuere verläuft also gemäß dem Piotrowski-Gesetz. (Für ausführlichere Erläuterungen sei auf die angegebene Literatur verwiesen.)
- Form des Piotrowski-Gesetzes für den unvollständigen Sprachwandel:

Parameter c repräsentiert den Wert, gegen den der beobachtete Sprachwandel strebt. Ein solcher Fall ist im Artikel Sprachwandelgesetz am Beispiel der Ausbreitung arabischer Entlehnungen im Deutschen dargestellt.
Als weiteren Fall für diesen Typ des Sprachwandels kann auf die Übernahme des Computerwortschatzes in Wörterbücher, die sich an das breite Publikum wenden, verwiesen werden:
| Jahr | t  | Quelle                                          | Anteil beobachtet | Anteil berechnet |
| ---- | -- | ----------------------------------------------- | ----------------- | ---------------- |
| 1952 | 1  | Mackensen, Neues deutsches Wörterbuch           | 0                 | 1,34             |
| 1953 | 2  | Der Große Brockhaus                             | 1                 | 1,62             |
| 1954 | 3  | Duden. Rechtschreibung 14. Auflage              | 0                 | 1,95             |
| 1955 | 4  | Der Große Herder                                | 1                 | 2,34             |
| 1956 | 5  | Der Große Brockhaus                             | 1                 | 2,82             |
| 1961 | 10 | Duden. Rechtschreibung 15. Auflage              | 4                 | 7,05             |
| 1966 | 15 | Wahrig. Das große deutsche Wörterbuch           | 22                | 17,20            |
| 1977 | 26 | Mackensen. Deutsches Wörterbuch 9. Auflage      | 77                | 91,04            |
| 1980 | 29 | Wahrig. Deutsches Wörterbuch                    | 146               | 124,74           |
| 1983 | 32 | Duden. Deutsches Universalwörterbuch            | 157               | 158,15           |
| 1986 | 35 | Duden. Rechtschreibung 19. Auflage              | 169               | 186,67           |
| 1989 | 38 | Duden. Deutsches Universalwörterbuch 2. Auflage | 218               | 208,09           |

Die Anpassung der Formel für den unvollständigen Sprachwandel ergibt einen Determinationskoeffizienten von D = 0,99.
Der Unterschied zwischen diesen Wörterbüchern für das breite Publikum und einem Fachlexikon ist eklatant: So enthält ein derartiges Werk, das 1990 erschienen ist, laut Klappentext „über 4000 Begriffe, die bei der Beschäftigung mit dem Computer immer wieder gebraucht werden.“
Als Besonderheit kann manchmal beobachtet werden, dass eine sprachliche Neuerung sich zunächst ausbreitet und irgendwann wieder an Boden verliert. Solche Fälle eines reversiblen Sprachwandels treten etwa bei der Wahl von Vornamen auf, die auffälligen Moden folgen. Ein reversibler Verlauf der Verwendung eines Wortes konnte auch am Beispiel von Kampfhund demonstriert werden.
- Form des Piotrowski-Gesetzes für den reversiblen (das heißt: zuerst zu- und dann abnehmenden oder umgekehrt verlaufenden) Sprachwandel:

Ein weiteres Beispiel für einen solchen reversiblen Sprachwandel findet sich im Artikel Satzlänge im Abschnitt „Entwicklung der Satzlänge“.
Die weitaus meisten Sprachwandelfälle, die bisher beobachtet wurden, zeigen einen erstaunlich „glatten“ Verlauf mit nur geringen Abweichungen von einer berechneten Ideallinie. Wenn das einmal nicht der Fall ist, kann dies zwei Ursachen haben:
1. Es kann ein Problem sein, das lediglich auf Datenmangel zurückzuführen ist.
2. Es kann aber auch ein Sprachphänomen sein, dessen „unregelmäßiger“ Verlauf systematische Gründe hat, die man in die Modellierung einbeziehen muss.

## Anwendungsbereiche
Eine Fülle von Untersuchungen zum morphologischen und syntaktischen Wandel ebenso wie zu Entlehnungsprozessen und Änderungen orthographischer Gewohnheiten zeigt, dass dieser Ansatz sich eignet, um den Verlauf von Sprachwandelvorgängen zu modellieren. Auch die Entwicklung des Wortschatzes von Sprachen unterliegt diesem Gesetz. Dies gilt sowohl für den Verlust als auch für die Erweiterung des Wortschatzes. Selbst einzelne Wörter entwickeln sich entsprechend, wie das Beispiel Globalisierung zeigt. Das gleiche Modell bewährt sich aber auch als Spracherwerbsgesetz: Der Erwerb des Wortschatzes der Muttersprache und etliche andere Lernprozesse vollziehen sich auf diese Weise.

## Prognosen in der Linguistik
Wenn man gut erforschte Sprachwandelprozesse betrachtet, kann man fragen, wie diese sich in der Zukunft entwickeln werden. Das Problem wird bei Best (2009) am Beispiel der Entlehnungen aus dem Lateinischen und dem Englischen ins Deutsche diskutiert. Entscheidend ist, dass auf der Grundlage des Piotrowski-Gesetzes auch in der Linguistik Prognosen möglich sind, wenn Daten zum Verlauf eines Sprachwandels in hinreichendem Maße vorliegen.

## Bibliographie
- Karl-Heinz Best: Bibliography - Piotrowski's law. In: Glottotheory 7, Heft 1, 2016, S. 89–93.